# バズ・タイラー
"アバランシュ" バズ・タイラー（"Avalanche" Buzz Tyler、本名：Wayne Sawyer、1948年11月4日 - 2021年11月11日）はアメリカ合衆国のプロレスラー。サウスカロライナ州スパータンバーグ出身。
現役選手時代はヒールのラフ&パワーファイターとして、中西部や南部などNWAのローカル・テリトリーで活躍した。

## 来歴
1976年下期より、NWFの残党が参画していた独立団体IWAのカロライナ地区での興行にて、リップ・タイラーのパートナーとなって活動。ジョニー・パワーズ、ブルドッグ・ブラワー、マイティ・イゴール、マクガイヤー・ブラザーズなどと対戦した。
IWA崩壊後はテネシーのNWAミッドアメリカ地区に参戦し、ミスター・レスリング2号、ペッツ・ワトレー、トージョー・ヤマモト、ボビー・イートン、ラニー・ポッフォらと対戦。1978年2月22日にはダッチ・マンテルに代わるジプシー・ジョーの新パートナーに起用され、ミッドアメリカ・タッグ王座を獲得した。
その後はミズーリおよびカンザスのNWAセントラル・ステーツ地区に入り、ボブ・スウィータンやルーファス・ジョーンズと抗争。1980年8月8日にはセントルイスのキール・オーディトリアムにおいて、ニューヨークから遠征してきたボブ・バックランドのWWFヘビー級王座に挑戦している。1981年4月1日にはブルドッグ・ボブ・ブラウンからセントラル・ステーツ・ヘビー級王座を奪取。5月にはウィチタ、カンザスシティ、クインシーなど各都市で、当時ハーリー・レイスが保持していたNWA世界ヘビー級王座に連続挑戦した。
1981年下期から1982年にかけては、エディ・グラハムが主宰していたNWAフロリダ地区にて活動。ドリー・ファンク・ジュニア、ボビー・ジャガーズ、オックス・ベーカー、そして当時ヒール修行中だったデビッド・フォン・エリックとも共闘し、ダスティ・ローデス、ジャック・ブリスコ、ジェリー・ブリスコ、バグジー・マグロー、ブライアン・ブレアー、スウィート・ブラウン・シュガー、ブッチ・リードらと抗争を展開した。
古巣のセントラル・ステーツ地区では1982年11月21日、旧敵ボブ・ブラウンと組んでデューイ・ロバートソン&ハーキュリーズ・ヘルナンデスからセントラル・ステーツ・タッグ王座を奪取。1983年3月3日にキム・ドク&ヤス・フジイに明け渡すも、5月26日のトーナメント決勝でバロン・フォン・ラシク&ブラックジャック・ランザを破り、ドクの離脱で空位となった同王座に返り咲いている。
1983年8月、全日本プロレスに初来日。翌1984年の再来日ではタイガー・ジェット・シン軍団の一員となり、シリーズ最終戦の6月14日にシン、上田馬之助、鶴見五郎と組んで、ジャイアント馬場、ジャンボ鶴田、天龍源一郎、プリンス・トンガの全日本軍と後楽園ホールにてエリミネーション・マッチで対戦した。前日の6月13日には、大阪府立体育館にて鶴見と組んで阿修羅・原&石川隆士のアジアタッグ王座にも挑戦している。
その後もアメリカではセントラル・ステーツ地区を主戦場に、1983年10月20日にスーパー・デストロイヤー、1984年2月9日にタリー・ブランチャード、同年8月11日にテッド・オーツを破り、セントラル・ステーツ・ヘビー王座に返り咲いている。1984年9月12日にはテネシーでのタッグパートナーだったジプシー・ジョーから同TV王座を奪取したが、翌月の10月13日にマーティ・ジャネッティに敗れてタイトルを失った。
以後、ジム・クロケット・ジュニアの管理するNWAミッドアトランティック地区に主戦場を移し、1984年11月22日開催の『スターケード '84』ではジ・アサシンと組み、イライジャ・アキーム&カリーム・モハメッドのザンブイ・エクスプレスから勝利を収めた。翌月の12月にはワフー・マクダニエルのUSヘビー級王座に連続挑戦。同地区ではベビーフェイスのポジションに回り、ジミー・バリアントらのパートナーとなって悪党マネージャーのポール・ジョーンズ率いるヒール軍団と抗争。1985年3月16日にはロン・バスからミッドアトランティック・ヘビー級王座を奪取。7月16日開催の『グレート・アメリカン・バッシュ』ではマニー・フェルナンデス&サム・ヒューストンと組み、ジョーンズ・アーミーのアブドーラ・ザ・ブッチャー、スーパースター・ビリー・グラハム、コンガ・ザ・バーバリアンと6人タッグマッチで対戦した。
2021年11月11日、73歳で死去。

## 得意技
- アバランシュ・ホールド
- ボディ・プレス
- エルボー・ドロップ

## 獲得タイトル
NWAミッドアメリカ
- NWAミッドアメリカ・タッグ王座：1回（w / ジプシー・ジョー）[7]

セントラル・ステーツ・レスリング
- NWAセントラル・ステーツ・ヘビー王座：4回[9]
- NWAセントラル・ステーツ・タッグ王座：4回（w / J・J・ディロン、ブルドッグ・ボブ・ブラウン×3）[13]
- NWAセントラル・ステーツTV王座：1回[17]

NWAオールスター・レスリング
- NWAインターナショナル・タッグ王座（バンクーバー版）：1回（w / ブルドッグ・ボブ・ブラウン） [22]

ミッドアトランティック・チャンピオンシップ・レスリング
- NWAミッドアトランティック・ヘビー級王座：1回[20]